# Розовая карта

«Розовая карта». В оригинале карты конца XIX века розовым цветом португальское правительство обозначило границы исследованных португальскими первопроходцами территорий внутриконтинентальной Африки, которые предполагалось административно консолидировать в трансконтинентальный мост португальских владений от Атлантического до Индийского океана с целью объединения Анголы и Мозамбика в так называемую «вторую Бразилию»

Розовая карта (порт. Mapa cor-de-rosa, англ. Pink Map) — неудавшийся проект создания «моста» сплошных колониальных владений Португалии через континентальные регионы Африканского континента с целью консолидации Анголы и Мозамбика в единую колониальную империю. В ходе Берлинской конференции колониальных держав в планы Португалии вмешалась Великобритания, преследовавшая собственные колониальные интересы. Британский ультиматум 1890 года вынудил Португалию отказаться от дальнейших планов по осуществлению проекта.

## Краткая история
Так называемая «розовая карта» была историческим документом, представлявшим территориальные притязания Португалии, заявившей о своих правах на обширные внутриконтинентальные территории между Анголой и Мозамбиком. Сейчас в этом регионе расположены Замбия, Зимбабве и Малави. Территориальный спор с Великобританией из-за этих территорий привел к объявлению последней ультиматума Португалии, которая была вынуждена подчиниться, сильно повредив честь и репутацию португальской монархии внутри страны.

## Хронология событий
В последней трети XIX века интерес крупнейших европейских держав к Африке многократно возрос, равно как и военно-экономические возможности по освоению её сырьевой базы. Колониальные приращения в Африке интересовали европейские страны своей быстрорастущей дешёвой рабочей силой, предоставляли новые возможности для получения сырья и овладения новыми рынками сбыта товаров. Захват африканских территорий был также важным военно-стратегическим шагом, не говоря уже об имперском престиже, который давала аннексия той или иной территории.
Португалия была старейшей европейской державой, начавшей колонизацию африканского континента ещё в XV веке, поэтому в ходе колонизации Африки Португалия имела хронологическое преимущество перед своими более поздними конкурентами, включившимися в «драку за Африку» в XIX веке. Среди новых держав были Великобритания, Франция, Германия и Бельгия. В отличие от них Португалия, как и Испания, с начала XVII века переживала глубокий экономический и социальный упадок, имеющий разные причины. При этом сама Португалия уже фактически превратилась в зависимое от Британии государство. Поэтому «новые» колониальные державы очень быстро стали угрожать португальским интересам в Африке.
Более того, после утраты Бразилии в 1822 г. колонии Португалии, оставшиеся в Африке и Азии, носили преимущественно талассократический характер, то есть состояли преимущественно из узких прибрежных регионов, фортов и островов и не распространялись на обширные материковые области. Это делало Португалию крайне уязвимой. К примеру, Британская империя, ранее также талассократическая, уже приступила к покорению широких континентальных пространств в Азии (Индия).

## Активизация Португалии в Африке
Несмотря на крайнюю хозяйственную и социальную отсталость самой Португалии, правительство страны решает мобилизовать все ресурсы страны для расширения колониальных владений в Африке. Давняя история португальских интересов в Африке воспринимается почти как историческое право страны на владение Африканским континентом. В XV—XVIII века зона португальского контроля медленно, но верно продвигалась вглубь континента вслед за португальскими работорговцами, которые в поисках новых рабов вынуждены были продвигаться вглубь континента, хотя в целом прогресс был невелик. До 1870 г. линия португальского контроля достигала максимума в 300—500 км от побережья. Но технологический прогресс и острая конкуренция вынуждали страну двигаться дальше. Теоретическая картография также воодушевила португальцев на создание моста между их давними владениями в Анголе и Мозамбике. В 1877 году началась целая серия португальских экспедиций вглубь континента, в которых участвовали Жуан де Андраде Корву, Эрменегилду Капелу, Роберту Ивенш и Серпа Пинту. Целью португальского правительства, в отличие от других европейских стран, заинтересованных в основном в добыче сырья, было фактическое превращение португальской Африки во вторую Бразилию, то есть региона смешения людей различных рас, объединённых португальским языком и католицизмом.

## Конфликт с Великобританией и дипломатические войны
После предъявления ультиматума португальское правительство пыталось найти компромисс, предложив Великобритании аннексировать большую часть исследованных португальцами территорий, но стараясь при этом сохранить узкий коридор между Мозамбиком и Анголой. Британцев это не устраивало, поскольку в этом случае транс-африканский транспортный коридор (железная дорога Кейптаун — Каир), запланированный по английским колониям, стал бы зависим от Португалии. Португальские политики попытались найти союзников для давления на Великобританию. В 1861 году британцы заняли стратегически важный залив Делагоа, у которого расположен современный Мапуту и который португальцы давно считали своей территорией. Обе стороны в ходе споров согласились на арбитраж третьей стороны. Ставший арбитром президент Франции Патрис де Мак-Магон 24 июля 1875 года присудил все спорные территории Португалии. Британцы нехотя согласились и вывели свои войска из региона, но на этом время уступок закончилось. 
Другими потенциальными союзниками оказались два государства буров, а также Германия, которая овладела территорией современной Намибии. Все эти три государства справедливо опасались амбициозной экспансионистской политики Великобритании. Канцлеру Бисмарку португальской стороной было отправлено соответствующее послание с целью убедить Великобританию передать «спорные» (фактически легитимно португальские) территории третьей державе (например, Бельгии или Франции). В ответ Великобритания, заручившись поддержкой США, которые стремились таким же насильственным образом отнять у Испании её колониальные владения, развернула против Португалии настоящую информационную войну. Униженная и оклеветанная, Португалия вынуждена была принять британские условия. Тем не менее, португальское правительство отобрало у Великобритании право контроля над железной дорогой, ведущей в столицу Португальского Мозамбика — город Лоуренсу-Маркеш (ныне город Мапуту), как и ранее (при помощи Франции) сумело отстоять сам город и его гавань. Впрочем и эта помощь не была безвозмездной: 13 мая 1886 года Португалия уступила Франции гвинейский город Зигиншор с прилегающим регионом, который к тому времени пришёл в упадок из-за прекращения работорговли. С другой стороны, к 1905 году Португалия всё-таки сумела выкроить себе в качестве компенсации не такой обширный, но значимый сектор, присоединённый к северо-восточной Анголе.